# Моята борба
„Моята борба“ (на немски: Mein Kampf, „Майн Кампф“) е книга на Адолф Хитлер, съчетаваща автобиография и излагане идеите на националсоциализма. В много страни тя се издава с оригиналното си заглавие на немски или транслитерирано. Книгата е преведена на всички популярни езици и издавана в много страни по света.
Основните тези в „Моята борба“ са, че човекът е биещо се животно, съответно нацията, бидейки общество от бойци, е бойна единица; всеки жив организъм, спрял да се бие за съществуването си, е обречен на изчезване; държава или раса, спряла да се бие, я очаква същата съдба; бойният капацитет на дадена раса зависи от чистотата ѝ; еврейската раса, поради универсалността си, е пацифистка и интернационалистична по необходимост; пацифизмът е най-големият грях, тъй като означава предаването на страната в борбата за съществуване; индивидуалната интелигентност не е толкова важна, колкото волята и решителността; само физическата сила може да гарантира оцеляването на дадена раса, което прави военната структура задължителна; расите трябва да се бият и ако немската раса е била обединена по-рано, е можела вече да владее света; над всичко армията трябва да бъде научена да вярва в непобедимостта си; за да бъде възстановена германската нация, хората трябва да бъдат убедени, че възстановяването на свободата посредством военна сила е възможно; ултимативната цел на образованието трябва да бъде да произведе германец, който може да бъде превърнат във войник с минимални усилия.
Относно външната политика в „Моята борба“ Хитлер заема позициите, че външната политика може да е безскрупулна; Англия и Италия са единствените възможни съюзници на Германия; никоя държава не би сключила пакт с пацифистка държава, ръководена от демократи и марксисти; докато Германия не се бори за себе си, никой няма да ѝ помогне; загубените в Първата световна война провинции не могат да бъдат присъединени към Германия чрез помощ от Обществото на народите, а единствено чрез военна сила; Германия не бива да повтаря грешката си и да воюва с всичките си врагове едновременно, а да нападне с цялата си мощ най-силния от тях; Германия има нужда от териториално разширяване в Европа; предвоенната колониална политика на Германия е грешка и трябва да бъде изоставена; Германия трябва да търси териториално разширяване към Русия и най-вече към Балтийските републики; съюз с Русия не може да бъде толериран; война заедно с Русия срещу Запада би била престъпление, защото целта на съветите е триумф на международния юдаизъм.

## История на създаването
Първият том „Разплатата“ (на немски: Eine Abrechnung) излиза на 18 юли 1925 г. Вторият том – „Националсоциалистическото движение“ (на немски: Die nationalsozialistische Bewegung) – през 1926 г. Оригиналното заглавие е „Четири и половина години борба срещу лъжите, глупостта и коварството“. Неговият тогавашен съкилийник, помагал на Адолф Хитлер в писането на книгата – Рудолф Хес, дава идея за по-краткото име на книгата – „Моята борба“.
В България е издадена през 2001 г. от издателство „Жар-птица“, което създава известна полемика в българското общество.